# Vampýrovka hlubinná
Vampýrovka hlubinná (Vampyroteuthis infernalis) je hlavonožec žijící v mořských hlubinách okolo jednoho kilometru. Je jediným žijícím příslušníkem řádu vampýrovek, který podle fosilních nálezů dosáhl největšího rozmachu v jurském období.
Dosahuje délky okolo 15 cm a 30 cm včetně chapadel, tělo má sytě rudou až černou barvu a je pokryto fotofory. Má osm chapadel, které jsou spojeny blánami a přísavky se nacházejí pouze na jejich koncích. Nápadné jsou mimořádně velké oči, které mají v průměru asi 2,5 cm. Tělo má rosolovitou konzistenci, která mu umožňuje odolávat extrémnímu tlaku. Unikátní metabolismus umožňuje vampýrovkám hospodařit s kyslíkem v prostředí, kde je ho velký nedostatek. K pohybu slouží dvojice trojúhelníkových ploutviček umístěných po stranách těla.
Bizarní vzhled dal tomuto živočichu jméno po vampýrech, ale ve skutečnosti je zcela neškodný, jeho potravu tvoří organické zbytky klesající zvolna ke dnu oceánů, tzv. mořský sníh. Hlavním predátorem vampýrovek je hlavoun velký.